# Арамейський документ Леві
Арамейський документ Леві (англ. Aramaic Levi Document (ALD)) - псевдоепіграф, який є одним з найдавніших єврейських небіблійних творів і був джерелом для «Заповіту Леві» в Заповітах дванадцяти патріархів. 
Документ зберігся лише у вигляді колекції фрагментів арамейською, грецькою та сирійською мовами, але сім арамейських фрагментів, знайдених у Кумрані, демонструють античність твору і є одним з двох кумранських творів (разом з 4Q Naphtali), які були ідентифіковані як джерела або частини Заповітів Дванадцяти Патріархів. Арамейські фрагменти також були виявлені у знахідках з Каїрської генизи. Три основні аргументи використовуються для датування документа ІІІ або початком ІІ ст. до н.е.: найдавніший манускрипт (4Q Lev f) датується хасмонейським періодом середини ІІ ст. до н.е., документ цитується в Дамаському документі ІІ ст. до н.е. Цей документ, ймовірно, був джерелом для Книги Ювілеїв. Арамейські частини документу також можуть свідчити про цю ранню дату, оскільки вони відображають стандартну літературну арамейську мову імперського та середньоарамейського періодів. 
У документі міститься кілька ідей, але найважливіша полягає в тому, що центральне місце священства посилюється таким чином, що як самому Левію, так і левитській лінії надається значення, якого немає в Єврейській Біблії. Царське благословення Юди дається другому синові Левія та предку первосвященицького роду, Кехату, а сини Левія народжуються у знакові дні 364-денного сонячного календаря. Священицькі навчальні обов'язки також пронизані мудрими мотивами, що дає священику роль не лише вчителя, але й мудреця. Священство описується сумішшю жрецької та царської мов, а вірші, що стосуються царського месії, приписуються Леві, що свідчить про те, що цей твір був створений у відповідь на інші конкуруючі погляди на священство в юдаїзмі ІІІ ст. до н.е. Документ також містить одне з перших відомих посилань на «Сатану» як на різновид демона, і це один з найдавніших документів, що протиставляє двох духів як представників двох шляхів, поширений мотив у сектантських писаннях Кумрану.